# Jacques Gaillard (écrivain)
Pour les articles homonymes, voir Jacques Gaillard et Gaillard.
Jacques Gaillard, né en 1948, est un écrivain et latiniste français.

## Biographie
Jacques Gaillard est ancien élève de l'École normale supérieure de Saint-Cloud. Maître de conférences à l'université Marc-Bloch de Strasbourg,, il est, avec Frédéric Pagès, Hervé Le Tellier, Claire Doubliez, l'un des fondateurs des Amis de Jean-Baptiste Botul (1896-1947), « philosophe de tradition orale ».
Après des essais remarqués sur l'Antiquité et sa présence dans notre culture (Beau comme l'Antique ; Rome, le Temps, les Choses), puis sur la rhétorique des catastrophes (Des Psychologues sont sur place), Jacques Gaillard s'est lancé dans la littérature de fiction. Ses romans et ses nouvelles cultivent l'humour et la fantaisie.

## Publications

### Sur la Rome antique
- Beau comme l'Antique, essai, Actes Sud, 1993
- De Viris..., de l'abbé Lhomond, avec présentation et traduction de J. Gaillard, Actes Sud, Babel, 1995
- Rome, le Temps, les Choses, Actes Sud, 1995 (Prix Renaudot de l'Essai, 1996)
- Anthologie de la littérature latine (avec René Martin), Gallimard, Folio Classique, 2006
- Approche de la littérature latine, Armand Colin, 2005

### Textes de fiction
- Des Psychologues sont sur place..., essai, Mille et Une Nuits, 2003
- Amours tordues, Mille et une Nuits ; nouvelles, a obtenu en 2005 le Prix Botul
- Mes aventures en Haute-Savoie, Mille et une Nuits, roman, 2004
- Pourtant j'ai eu un ours en peluche, Mille et une Nuits, roman, 2004
- Jean-Baptiste Botul: La Métaphysique du Mou, édition commentée, Mille et Une Nuits, 2007
- Trop, Mille et une Nuits, roman, septembre 2007
- Qu'il était beau, mon Meccano!, chroniques, Mille et une Nuits, 2009
- Du trou au tout. Correspondance à moi-même, tome 1, Jean-Baptiste Botul, Texte exhumé, édité et commenté par Jacques Gaillard, La Découverte, 2012.